# Авире Ленже
Авире Ленже (фр. Avirey-Lingey) је насељено место у Француској у региону Шампања-Ардени, у департману Об.
По подацима из 2011. године у општини је живело 219 становника, а густина насељености је износила 12,27 становника/km².

## Демографија
| 1962. | 1968. | 1975. | 1982. | 1990. | 2011. |
| ----- | ----- | ----- | ----- | ----- | ----- |
| 282   | 260   | 212   | 225   | 198   | 219   |